# Palicourea gibbosa
Palicourea gibbosa är en måreväxtart som beskrevs av John Duncan Dwyer. Palicourea gibbosa ingår i släktet Palicourea och familjen måreväxter. Inga underarter finns listade i Catalogue of Life.